# Kenneth Boyd
Kenneth Lee Boyd (* 19. Januar 1948; † 2. Dezember 2005 in Raleigh, North Carolina) war ein wegen Mordes zum Tode verurteilter US-Bürger und der tausendste Mensch, der seit Wiedereinführung der Todesstrafe im Jahre 1976 hingerichtet wurde. Der Fall löste kontroverse Diskussionen zwischen Gegnern und Befürwortern der Todesstrafe aus.
Am 14. Juli 1994 wurde Boyd in einem zweiten Verfahren für den Mord an seiner von ihm getrennt lebenden Frau und deren Vater am 4. März 1988 zum Tode verurteilt. Bei der Verhandlung spielte es angeblich weder eine Rolle, dass Boyd ein traumatisierter Vietnamveteran war, noch, dass er als geistig behindert galt, an Wahnvorstellungen und Depressionen litt und zum Tatzeitpunkt unter dem Einfluss von Alkohol stand. Boyd war geständig und bereute die Tat. Am 1. Dezember 2005 lehnte der Gouverneur von North Carolina Michael Easley das Begnadigungsgesuch ab. Auch Proteste von Gegnern der Todesstrafe, von Amnesty International und dem katholischen Bischof von Raleigh, Joseph Gossman, waren vergeblich. Boyd wurde am 2. Dezember 2005 durch die Giftspritze hingerichtet.
In seinen letzten Interviews verurteilte Boyd die Todesstrafe als Racheakt des Staates und äußerte sein Bedauern darüber, nicht als Mensch, sondern als Nummer, nämlich „1000“, in die Geschichte einzugehen.